# Çağlayan, Çukurca
Çağlayan là một xã thuộc huyện Çukurca, tỉnh Hakkâri, Thổ Nhĩ Kỳ.